# Adventus Augusti
Adventus Augusti è un componimento poetico della letteratura mediolatina, opera di Marquard von Ried (XIII secolo), giurista a Padova e canonico a Passavia, fervente sostenitore dello scomunicato Federico II di Svevia nella contesa col Papato sull'affermazione dei poteri universali.

## Tradizione filologica e contenuti
Il poema è tramandato unicamente nell'ambito degli Annales Scotorum Vindobonensium. Composto da cinquantasette esametri quantitativi, consiste in un inno. L’inno è entusiasticamente dedicato all'ingresso pacifico di Federico II di Svevia a Gerusalemme, il 17 marzo 1229, a conclusione della sesta crociata in Terra santa (la cosiddetta crociata degli scomunicati).
Celebre è la rappresentazione di Federico II, nel suo ingresso trionfale (Adventus) a Gerusalemme, raffigurato iperbolicamente come signore degli elementi naturali, un accostamento comune a una tradizione letteraria che annovera altri due esponenti, Johanet d'Albusson e Terrisio d'Atina.
(Adventus Augusti, in Continuatio Scotorum Vindobonensium, p. 625, 8-9)
In un altro passo, Marquard sottolinea la dimensione cristomimetica che, a suo parere, era riconoscibile nella regalità di Federico II:
(Adventus Augusti, in Continuatio Scotorum Vindobonensium, p. 625, 43)